# Brent Dowe
Brent Dowe (* 29. Juni 1946 in Greenwich Town, Jamaika; † 28. Januar 2006 in Kingston, Jamaika) war ein jamaikanischer Musiker und Sänger.
Dowe war Mitglied der 1963 gegründeten Ska-Reggae-Band The Melodians. Besonders Ende der 1960er, Anfang der 1970er-Jahre hatte er mit der Band einige große Erfolge, darunter etwa mit den Hits Too Young to Fall in Love, Swing and Dine sowie mit Rivers of Babylon. Dieser wurde 1978 von Frank Farian für Boney M. und ohne Einwilligung von Brent Dowe gecovert.
Am 28. Januar 2006 starb er verarmt an einem Herzinfarkt.

## Solo-Alben
- 1976 – Built me up